# A Juventus FC 2016–2017-es szezonja
Ez a szócikk az Juventus FC 2016–2017-es szezonjáról szól. A szezon 2016. augusztus 20-án kezdődött, és 2017. május 28-án ért véget.

## Tabella
| #   | Csapat                | M  | GY | D  | V  | G+ – G– | GK  | P  | Megjegyzések       |
| --- | --------------------- | -- | -- | -- | -- | ------- | --- | -- | ------------------ |
| 1.  | Juventus CV (B)       | 38 | 29 | 4  | 5  | 77–27   | +50 | 91 | BL-csoportkör      |
| 2.  | AS Roma               | 38 | 28 | 3  | 7  | 90–38   | +52 | 87 | BL-csoportkör      |
| 3.  | SSC Napoli            | 38 | 26 | 8  | 4  | 94–39   | +55 | 86 | BL–rájátszás       |
| 4.  | Atalanta              | 38 | 21 | 9  | 8  | 62–41   | +21 | 72 | EL–rájátszás       |
| 5.  | SS Lazio              | 38 | 21 | 7  | 10 | 74–51   | +23 | 70 | EL–csoportkör      |
| 6.  | AC Milan              | 38 | 18 | 9  | 11 | 57–45   | +12 | 63 | EL–3. selejtezőkör |
| 7.  | Internazionale Milano | 38 | 19 | 5  | 14 | 72–49   | +23 | 62 |                    |
| 8.  | Fiorentina            | 38 | 16 | 12 | 10 | 63–57   | +6  | 60 |                    |
| 9.  | Torino                | 38 | 13 | 14 | 11 | 71–66   | +5  | 53 |                    |
| 10. | Sampdoria             | 38 | 12 | 12 | 14 | 49–55   | −6  | 48 |                    |
| 11. | Cagliari Ú            | 38 | 14 | 5  | 19 | 55–76   | −21 | 47 |                    |
| 12. | Sassuolo              | 38 | 13 | 7  | 18 | 58–63   | −5  | 46 |                    |
| 13. | Udinese               | 38 | 12 | 9  | 17 | 47–56   | −9  | 45 |                    |
| 14. | ChievoVerona          | 38 | 12 | 7  | 19 | 43–61   | −18 | 43 |                    |
| 15. | Bologna               | 38 | 11 | 8  | 19 | 40–58   | −18 | 41 |                    |
| 16. | Genoa CFC             | 38 | 9  | 9  | 20 | 38–64   | −26 | 36 |                    |
| 17. | Crotone Ú             | 38 | 9  | 7  | 22 | 34–58   | −24 | 34 |                    |
| 18. | Empoli (K)            | 38 | 8  | 8  | 22 | 29–61   | −32 | 32 | Serie B            |
| 19. | Palermo (K)           | 38 | 6  | 8  | 24 | 33–77   | −44 | 26 | Serie B            |
| 20. | Delfino Pescara Ú (K) | 38 | 3  | 9  | 26 | 37–81   | −44 | 18 | Serie B            |

Utolsó frissítés: 2017. május 28. 
Forrás: worldfootball.net 
A rangsorolás alapszabályai: 1. összpontszám, 2. egymás elleni eredmények összpontszáma, 3. egymás elleni eredmények gólkülönbsége, 4. egymás elleni eredmények szerzett góljainak száma, 5. gólkülönbség, 6. szerzett gólok száma.
(B): Bajnokcsapat, (K): Kieső csapat, (F): Feljutó csapat, (I): Kupainduló, (R): A rájátszás győztese, (KGY): Kupagyőztes

## Serie A
| 2016. augusztus 20. 20:45 1. forduló |

| Juventus                | 2 – 1       | ACF Fiorentina |
| ----------------------- | ----------- | -------------- |
| Khedira 37' Higuaín 75' | Jegyzőkönyv | Kalinić 70'    |

| Juventus Stadion, Torino Nézőszám: 40 184 Játékvezető: Davide Massa (olasz) |

| 2016. augusztus 27. 18:00 2. forduló |

| Lazio | 0 – 1       | Juventus    |
| ----- | ----------- | ----------- |
|       | Jegyzőkönyv | Khedira 66' |

| Olimpiai Stadion, Róma Nézőszám: 35 000 Játékvezető: Marco Guida (olasz) |

| 2016. szeptember 10. 18:00 3. forduló |

| Juventus                  | 3 – 1       | Sassuolo  |
| ------------------------- | ----------- | --------- |
| Higuaín 5' 10' Pjanić 33' | Jegyzőkönyv | Antei 66' |

| Juventus Stadion, Torino Nézőszám: 39 040 Játékvezető: Marco Di Bello (olasz) |

| 2016. szeptember 18. 18:00 4. forduló |

| Internazionale         | 2 – 1       | Juventus         |
| ---------------------- | ----------- | ---------------- |
| Icardi 68' Perišić 78' | Jegyzőkönyv | Lichtsteiner 66' |

| Giuseppe Meazza Stadion, Milánó Nézőszám: 76 484 Játékvezető: Paolo Tagliavento (olasz) |

| 2016. szeptember 21. 20:45 5. forduló |

| Juventus                                        | 4 – 0       | Cagliari |
| ----------------------------------------------- | ----------- | -------- |
| Rugani 14' Higuaín 33' Alves 39' Ceppitelli 84' | Jegyzőkönyv |          |

| Juventus Stadion, Torino Nézőszám: 38 733 Játékvezető: Maurizio Mariani (olasz) |

| 2016. szeptember 24. 18:00 6. forduló |

| Palermo | 0 – 1       | Juventus      |
| ------- | ----------- | ------------- |
|         | Jegyzőkönyv | Goldaniga 49' |

| Renzo Barbera Stadion, Palermo Nézőszám: 27 039 Játékvezető: Paolo Valeri (olasz) |

| 2016. október 2. 12:30 7. forduló |

| Empoli | 0 – 3       | Juventus                   |
| ------ | ----------- | -------------------------- |
|        | Jegyzőkönyv | Dybala 65' Higuaín 67' 70' |

| Stadio Carlo Castellani, Empoli Nézőszám: 15 424 Játékvezető: Paolo Mazzoleni (olasz) |

| 2016. október 15. 20:45 8. forduló |

| Juventus                  | 2 – 1       | Udinese    |
| ------------------------- | ----------- | ---------- |
| Dybala 43' 51' (11-esből) | Jegyzőkönyv | Jankto 30' |

| Juventus Stadion, Torino Nézőszám: 39 199 Játékvezető: Claudio Gavillucci (olasz) |

| 2016. október 22. 20:45 9. forduló |

| Milan         | 1 – 0       | Juventus |
| ------------- | ----------- | -------- |
| Locatelli 65' | Jegyzőkönyv |          |

| Giuseppe Meazza Stadion, Milánó Nézőszám: 75 829 Játékvezető: Nicola Rizzoli (olasz) |

| 2016. október 26. 20:45 10. forduló |

| Juventus                                 | 4 – 1       | Sampdoria  |
| ---------------------------------------- | ----------- | ---------- |
| Mandžukić 4' Chiellini 9' 87' Pjanić 65' | Jegyzőkönyv | Schick 56' |

| Juventus Stadion, Torino Nézőszám: 38 417 Játékvezető: Carmine Russo (olasz) |

| 2016. október 29. 20:45 11. forduló |

| Juventus                | 2 – 1       | Napoli       |
| ----------------------- | ----------- | ------------ |
| Bonucci 50' Higuaín 70' | Jegyzőkönyv | Callejón 54' |

| Juventus Stadion, Torino Nézőszám: 41 409 Játékvezető: Gianluca Rocchi (olasz) |

| 2016. november 6. 15:00 12. forduló |

| Chievo                    | 1 – 2       | Juventus                 |
| ------------------------- | ----------- | ------------------------ |
| Pellissier 66' (11-esből) | Jegyzőkönyv | Mandžukić 53' Pjanić 75' |

| Marcantonio Bentegodi Stadion, Verona Nézőszám: 26 000 Játékvezető: Paolo Valeri (olasz) |

| 2016. november 19. 20:45 13. forduló |

| Juventus                               | 3 – 0       | Pescara |
| -------------------------------------- | ----------- | ------- |
| Khedira 36' Mandžukić 63' Hernanes 69' | Jegyzőkönyv |         |

| Juventus Stadion, Torino Nézőszám: 39 124 Játékvezető: Michael Fabbri (olasz) |

| 2016. november 27. 15:00 14. forduló |

| Genoa                     | 3 – 1       | Juventus |
| ------------------------- | ----------- | -------- |
| Simeone 3' 13' Sandro 29' | Jegyzőkönyv |          |

| Luigi Ferraris Stadion, Genova Nézőszám: 27 153 Játékvezető: Paolo Mazzoleni (olasz) |

| 2016. december 3. 20:45 15. forduló |

| Juventus                               | 3 – 1       | Atalanta    |
| -------------------------------------- | ----------- | ----------- |
| Sandro 3' 15' Rugani 19' Mandžukić 64' | Jegyzőkönyv | Freuler 82' |

| Juventus Stadion, Torino Nézőszám: 39 110 Játékvezető: Massimiliano Irrati (olasz) |

| 2016. december 11. 15:00 16. forduló |

| Torino      | 1 – 3       | Juventus                     |
| ----------- | ----------- | ---------------------------- |
| Belotti 16' | Jegyzőkönyv | Higuaín 28' 82' Pjanić 90+2' |

| Olimpiai Stadion (Torino), Torino Nézőszám: 26 436 Játékvezető: Gianluca Rocchi (olasz) |

| 2016. december 17. 20:45 17. forduló |

| Juventus    | 1 – 0       | Roma |
| ----------- | ----------- | ---- |
| Higuaín 14' | Jegyzőkönyv |      |

| Juventus Stadion, Torino Nézőszám: 41 470 Játékvezető: Daniele Orsato (olasz) |

| 2017. január 8. 20:45 19. forduló |

| Juventus                             | 3 – 0       | Bologna |
| ------------------------------------ | ----------- | ------- |
| Higuaín 7' 55' Dybala 41' (11-esből) | Jegyzőkönyv |         |

| Juventus Stadion, Torino Nézőszám: 38 144 Játékvezető: Maurizio Mariani (olasz) |

| 2017. január 15. 20:45 20. forduló |

| Fiorentina             | 2 – 1       | Juventus    |
| ---------------------- | ----------- | ----------- |
| Kalinić 37' Badelj 54' | Jegyzőkönyv | Higuaín 58' |

| Artemio Franchi Stadion, Firenze Nézőszám: 38 968 Játékvezető: Davide Massa (olasz) |

| 2017. január 22. 12:30 21. forduló |

| Juventus              | 2 – 0       | Lazio |
| --------------------- | ----------- | ----- |
| Dybala 5' Higuaín 17' | Jegyzőkönyv |       |

| Juventus Stadion, Torino Nézőszám: 34 085 Játékvezető: Luca Banti (olasz) |

| 2017. január 29. 15:00 22. forduló |

| Sassuolo | 0 – 2       | Juventus               |
| -------- | ----------- | ---------------------- |
|          | Jegyzőkönyv | Higuaín 9' Khedira 25' |

| Mapei Stadium – Città del Tricolore, Reggio Emilia Nézőszám: 21 584 Játékvezető: Daniele Doveri (olasz) |

| 2017. február 5. 20:45 23. forduló |

| Juventus     | 1 – 0       | Internazionale |
| ------------ | ----------- | -------------- |
| Cuadrado 45' | Jegyzőkönyv |                |

| Juventus Stadion, Torino Játékvezető: Nicola Rizzoli (olasz) |

| 2017. február 12. 20:45 24. forduló |

| Cagliari                                 | 0–2         | Juventus                                                                                  |
| ---------------------------------------- | ----------- | ----------------------------------------------------------------------------------------- |
| Barella 28′, 67′ Isla 78' Di Gennaro 86' | Jegyzőkönyv | Lichtsteiner 13' Chiellini 14' Higuaín 37' 47' Marchisio 43' Cuadrado 57' Mandžukić 90+1' |

| Stadio Sant'Elia, Cagliari Nézőszám: 15,874 Játékvezető: Gianpaolo Calvarese |

| 2017. február 17. 20:45 25. forduló |

| Juventus                                  | 4–1         | Palermo                    |
| ----------------------------------------- | ----------- | -------------------------- |
| Marchisio 13', 36' Dybala 40' Higuaín 63' | Jegyzőkönyv | Goldaniga 4' Chochev 90+3' |

| Juventus Stadion, Torino Játékvezető: Marco Di Bello |

| 2017. február 25. 20:45 26. forduló |

| Juventus                      | 2–0         | Empoli       |
| ----------------------------- | ----------- | ------------ |
| Skorupski 52' Alex Sandro 65' | Jegyzőkönyv | Bellusci 82' |

| Juventus Stadion, Torino Nézőszám: 38,297 Játékvezető: Maurizio Mariani |

| 2017. március 5. 15:00 27. forduló |

| Udinese                                  | 1–1         | Juventus                           |
| ---------------------------------------- | ----------- | ---------------------------------- |
| Zapata 37' Jankto 45+1' Hallfreðsson 66' | Jegyzőkönyv | Bonucci 60' Cuadrado 68' Pjaca 77' |

| Stadio Friuli, Udine Játékvezető: Antonio Damato |

| 2017. március 10. 20: 45 28. forduló |

| Juventus                                               | 2–1         | Milan                                                                          |
| ------------------------------------------------------ | ----------- | ------------------------------------------------------------------------------ |
| Benatija 30' 36' Pjanić 78' S.Khedira 87' Dybala 90+7' | Jegyzőkönyv | Pašalić 23' Deulofeu 39' Bacca 43' Ocampos 57' Romagnoli 62' J.Sosa 89′, 90+3′ |

| Juventus Stadion, Torino Játékvezető: Davide Massa |

| 2017. március 19. 15:00 29. forduló |

| Sampdoria  | –           | Juventus                   |
| ---------- | ----------- | -------------------------- |
| Regini 83' | Jegyzőkönyv | Cuadrado 7' Dani Alves 83' |

| Stadio Luigi Ferraris, Genova Nézőszám: 26,127 Játékvezető: Paolo Tagliavento |

| 2017. április 2. 20:45 30. forduló |

| Napoli                 | 1–1         | Juventus   |
| ---------------------- | ----------- | ---------- |
| Insigne 37' Hamšík 60' | Jegyzőkönyv | Khedira 7' |

| Stadio San Paolo, Nápoly Nézőszám: 53,085 Játékvezető: Daniele Orsato |

| 2017. április 8. 20:45 31. forduló |

| Juventus                    | 2–0         | Chievo                    |
| --------------------------- | ----------- | ------------------------- |
| Higuaín 23' 84' Bonucci 79' | Jegyzőkönyv | Cacciatore 18' Spolli 55' |

| Juventus Stadion, Torino Nézőszám: 39,477 Játékvezető: Michael Fabbri |

| 2017. április 15. 15:00 32. forduló |

| Pescara                                       | 0–2         | Juventus                   |
| --------------------------------------------- | ----------- | -------------------------- |
| Muntari 3' Coulibaly 39' Caprari 59' Coda 89' | Jegyzőkönyv | Pjanić 12' Higuaín 22' 33' |

| Stadio Adriatico – Giovanni Cornacchia, Pescara Nézőszám: 19,938 Játékvezető: Marco Di Bello |

| 2017. április 23. 15:00 33. forduló |

| Juventus                                       | 4–0         | Genoa        |
| ---------------------------------------------- | ----------- | ------------ |
| Muñoz 17' Dybala 18' Mandžukić 41' Bonucci 64' | Jegyzőkönyv | Burdisso 34' |

| Juventus Stadion, Torino Nézőszám: 39,594 Játékvezető: Gianpaolo Calvarese |

| 2017. április 30. 20:45 34. forduló |

| Atalanta                                | 2–2         | Juventus                                       |
| --------------------------------------- | ----------- | ---------------------------------------------- |
| Conti 45' 80' Freuler 49' 89' Gómez 85' | Jegyzőkönyv | Spinazzola 50' Cuadrado 75' Dani Alves 83' 83' |

| Atleti Azzurri d'Italia Stadion, Bergamo Nézőszám: 19,650 Játékvezető: Marco Guida |

| 2017. május 7. 15:00 35. forduló |

| Juventus | –           | Torino |
| -------- | ----------- | ------ |
|          | Jegyzőkönyv |        |

| Juventus Stadion, Torino |

| 2017. május 14. 15:00 36. forduló |

| Roma | –           | Juventus |
| ---- | ----------- | -------- |
|      | Jegyzőkönyv |          |

| Olimpiai Stadion, Róma |

| 2017. május 21. 15:00 37. forduló |

| Juventus | –           | Crotone |
| -------- | ----------- | ------- |
|          | Jegyzőkönyv |         |

| Juventus Stadion, Torino |

| 2017. május 28. 20:45 38. forduló |

| Bologna | – | Juventus |
| ------- | - | -------- |
|         |   |          |

| Renato Dall'Ara Stadion, Bologna |

## 2016-os olasz labdarúgó-szuperkupa

### A mérkőzés
| 2016. december 23. 19:30 AST | Juventus      | 1 – 1       | AC Milan        | Jassim Bin Hamad Stadion, Doha Nézőszám: 11 356 Játékvezető: Antonio Damato |
| 2016. december 23. 19:30 AST | Chiellini 18' | Jegyzőkönyv | Bonaventura 38' | Jassim Bin Hamad Stadion, Doha Nézőszám: 11 356 Játékvezető: Antonio Damato |

|                                            |       | 11-esekkel                              |  |
| Marchisio Higuaín Mandžukić Khedira Dybala | 3 – 4 | Lapadula Bonaventura Kucka Suso Pašalić |  |

| Juventus | Milan |

| GK                   | 1  | Gianluigi Buffon (c) |        |     |
| RB                   | 26 | Stephan Lichtsteiner | 35'    |     |
| CB                   | 24 | Daniele Rugani       |        |     |
| CB                   | 3  | Giorgio Chiellini    |        |     |
| LB                   | 12 | Alex Sandro          |        | 32' |
| CM                   | 6  | Sami Khedira         |        |     |
| CM                   | 8  | Claudio Marchisio    |        |     |
| CM                   | 27 | Stefano Sturaro      |        | 79' |
| AM                   | 5  | Miralem Pjanić       |        | 67' |
| CF                   | 9  | Gonzalo Higuaín      | 120+1' |     |
| CF                   | 17 | Mario Mandžukić      |        |     |
| Cserék:              |    |                      |        |     |
| GK                   | 25 | Neto                 |        |     |
| GK                   | 32 | Emil Audero          |        |     |
| DF                   | 4  | Mehdi Benatija       |        |     |
| DF                   | 15 | Andrea Barzagli      |        |     |
| DF                   | 33 | Patrice Evra         |        | 32' |
| DF                   | 40 | Luca Coccolo         |        |     |
| MF                   | 7  | Juan Cuadrado        |        |     |
| MF                   | 11 | Hernanes             |        |     |
| MF                   | 18 | Mario Lemina         |        | 79' |
| MF                   | 20 | Marko Pjaca          |        |     |
| MF                   | 22 | Kwadwo Asamoah       |        |     |
| FW                   | 21 | Paulo Dybala         |        | 67' |
| Vezetőedző:          |    |                      |        |     |
| Massimiliano Allegri |    |                      |        |     |

| GK                | 99 | Gianluigi Donnarumma |     |      |
| RB                | 20 | Ignazio Abate (c)    |     | 102' |
| CB                | 29 | Gabriel Paletta      |     |      |
| CB                | 13 | Alessio Romagnoli    | 43' |      |
| LB                | 2  | Mattia De Sciglio    | 70' |      |
| CM                | 33 | Juraj Kucka          | 59' |      |
| CM                | 73 | Manuel Locatelli     |     | 73'  |
| CM                | 91 | Andrea Bertolacci    |     |      |
| RW                | 8  | Suso                 |     |      |
| CF                | 70 | Carlos Bacca         |     | 102' |
| LW                | 5  | Giacomo Bonaventura  |     |      |
| Cserék:           |    |                      |     |      |
| GK                | 1  | Gabriel              |     |      |
| DF                | 15 | Gustavo Gómez        |     |      |
| DF                | 17 | Cristián Zapata      |     |      |
| DF                | 31 | Luca Antonelli       |     | 102' |
| MF                | 10 | Honda Keiszuke       |     |      |
| MF                | 14 | Matías Fernández     |     |      |
| MF                | 16 | Andrea Poli          |     |      |
| MF                | 23 | José Sosa            |     |      |
| MF                | 80 | Mario Pašalić        |     | 73'  |
| FW                | 7  | Luiz Adriano         |     |      |
| FW                | 9  | Gianluca Lapadula    |     | 102' |
| FW                | 11 | M’Baye Niang         |     |      |
| Vezetőedző:       |    |                      |     |      |
| Vincenzo Montella |    |                      |     |      |

Asszisztensek:

Riccardo Di Fiore

Alessandro Giallatini

Negyedik játékvezető:

Marco Barbirati
Szabályok
- 90 perc.
- Döntetlen esetén 30 perc hosszabbítás.
- Büntetőpárbaj ha nincs döntés.
- Hét nevezett csere.

## Bajnokok Ligája

### H csoport
| Hely. | Csapat             | M | Gy | D | V | G+ | G– | Gk  | P  | Továbbjutás                             |
| ----- | ------------------ | - | -- | - | - | -- | -- | --- | -- | --------------------------------------- |
| 1.    | Juventus (T)       | 6 | 4  | 2 | 0 | 11 | 2  | +9  | 14 | Továbbjut az egyenes kieséses szakaszba |
| 2.    | Sevilla FC (T)     | 6 | 3  | 2 | 1 | 7  | 3  | +4  | 11 | Továbbjut az egyenes kieséses szakaszba |
| 3.    | Olympique Lyonnais | 6 | 2  | 2 | 2 | 5  | 3  | +2  | 8  | Átkerül az Európa-ligába                |
| 4.    | Dinamo Zagreb      | 6 | 0  | 0 | 6 | 0  | 15 | −15 | 0  |                                         |

| 2016. szeptember 14. 20:45 |

| Juventus | 0–0         | Sevilla FC |
| -------- | ----------- | ---------- |
|          | Jegyzőkönyv |            |

| Juventus Stadion, Torino Játékvezető: Deniz Aytekin (német) |

| 2016. október 18. 20:45 |

| Olympique Lyonnais | 0–1               | Juventus     |
| ------------------ | ----------------- | ------------ |
|                    | (0–0) Jegyzőkönyv | Cuadrado 76' |

| Stade de Gerland, Lyon Játékvezető: Szymon Marciniak (lengyel) |

| 2016. november 2. 20:45 |

| Juventus               | 1–1               | Olympique Lyonnais |
| ---------------------- | ----------------- | ------------------ |
| Higuaín 13' (11-esből) | (1–0) Jegyzőkönyv | Tolisso 85'        |

| Juventus Stadion, Torino Játékvezető: Björn Kuipers (holland) |

| 2016. december 7. 20:45 |

| Juventus               | 2–0               | Dinamo Zagreb |
| ---------------------- | ----------------- | ------------- |
| Higuaín 52' Rugani 73' | (0–0) Jegyzőkönyv |               |

| Juventus Stadion, Torino Játékvezető: Anthony Taylor (angol) |

### Nyolcaddöntők
A nyolcaddöntők sorsolását 2016. december 12-én tartották. Az első mérkőzéseket 2017. február 14. és 22. között, a visszavágókat március 7. és 15. között játsszák.
| 2017. február 22. 20:45 |

| FC Porto | 0–2               | Juventus                 |
| -------- | ----------------- | ------------------------ |
|          | (0–0) Jegyzőkönyv | Pjaca 72' Dani Alves 74' |

| Estádio do Dragão, Porto Játékvezető: Felix Brych (német) |

| 2017. március 14. 20:45 |

| Juventus              | 1–0               | FC Porto |
| --------------------- | ----------------- | -------- |
| Dybala 42' (11-esből) | (1–0) Jegyzőkönyv |          |

| Juventus Stadion, Torino Játékvezető: Ovidiu Hațegan (román) |

### Negyeddöntők
| 2017. április 11. 20:45 |

| Juventus                    | 3–0               | FC Barcelona |
| --------------------------- | ----------------- | ------------ |
| Dybala 7' 22' Chiellini 55' | (2–0) Jegyzőkönyv |              |

| Juventus Stadion, Torino Játékvezető: Szymon Marciniak (lengyel) |

| 2017. április 19. 20:45 |

| FC Barcelona | 0–0         | Juventus |
| ------------ | ----------- | -------- |
|              | Jegyzőkönyv |          |

| Camp Nou, Barcelona Játékvezető: Björn Kuipers (holland) |

### Elődöntők
| 2017. május 3. 20:45 |

| AS Monaco                                                                       | 0 – 2               | Juventus |
| ------------------------------------------------------------------------------- | ------------------- | --- |
| Fabinho 37' Moutinho 66' Bakayoko 66' Germain 67' Lemar 67' Touré 82' Silva 82' | (0 – 1) Jegyzőkönyv | Bonucci 21' Higuaín 29' 59' Marchisio 58' Chiellini 69' Cuadrado 77' Higuaín 77' Rincón 81' Marchisio 77' Lemina 89' Pjanić 89' |

| II. Lajos Stadion, Monaco Nézőszám: 16,762 Játékvezető: Antonio Mateu Lahoz (spanyol) |

| 2017. május 9. 20:45 |

| Juventus | –   | AS Monaco |
| -------- | --- | --------- |
|          | (–) |           |

| Juventus Stadion, Torino |

## Jelenlegi játékosok
Lásd még: A Juventus FC játékosainak listája
2016. október 15. szerint:
| #  |          | Poszt | Név                                              |
| -- | -------- | ----- | ------------------------------------------------ |
| 1  | olasz    | K     | Gianluigi Buffon                                 |
| 3  | olasz    | V     | Giorgio Chiellini                                |
| 4  | marokkó  | V     | Mehdi Benatija (kölcsönben a Bayern München-től) |
| 5  | BIH      | KP    | Miralem Pjanić                                   |
| 6  | német    | KP    | Sami Khedira                                     |
| 8  | olasz    | KP    | Claudio Marchisio                                |
| 9  | argentin | CS    | Gonzalo Higuaín                                  |
| 11 | brazil   | KP    | Hernanes                                         |
| 12 | brazil   | V     | Alex Sandro                                      |
| 14 | olasz    | KP    | Federico Mattiello                               |
| 15 | olasz    | V     | Andrea Barzagli                                  |
| 17 | horvát   | CS    | Mario Mandžukić                                  |
| 18 | gabon    | KP    | Mario Lemina                                     |
| 19 | olasz    | V     | Leonardo Bonucci                                 |

| #  |          | Poszt | Név                  |
| -- | -------- | ----- | -------------------- |
| 20 | horvát   | CS    | Marko Pjaca          |
| 21 | argentin | CS    | Paulo Dybala         |
| 22 | ghána    | KP    | Kwadwo Asamoah       |
| 23 | BRA      | V     | Dani Alves           |
| 24 | olasz    | V     | Daniele Rugani       |
| 25 | brazil   | K     | Neto                 |
| 26 | svájci   | V     | Stephan Lichtsteiner |
| 27 | olasz    | KP    | Stefano Sturaro      |
| 29 | olasz    | V     | Paolo De Ceglie      |
| 32 | olasz    | K     | Emil Aduero          |
| 33 | francia  | V     | Patrice Evra         |
| 34 | olasz    | CS    | Moise Kean           |
| 38 | olasz    | KP    | Rolando Mandragora   |

### Kölcsönben
| # |       | Poszt | Név                                          |
| - | ----- | ----- | -------------------------------------------- |
| – | olasz | KP    | Luca Marrone (kölcsönben a Zulte-Waregemnél) |
| – | olasz | KP    | Mattia Vitale                                |
| – | olasz | KP    | Simone Zaza (kölcsönben a Valenciánál)       |

## Játékos-statisztika

### Góllövőlista
2017. május 3-án frissítve
| Helyezés  | mezszám   | Poszt(ok) | Nemzet            | Név                  | Serie A | Supercoppa | Coppa Italia | UEFA BL | Összesen |
| --------- | --------- | --------- | ----------------- | -------------------- | ------- | ---------- | ------------ | ------- | -------- |
| 1         | 9         | CS        | ARG               | Gonzalo Higuaín      | 23      | 0          | 3            | 5       | 31       |
| 2         | 21        | CS        | ARG               | Paulo Dybala         | 9       | 0          | 4            | 4       | 17       |
| 3         | 5         | KP        | BIH               | Miralem Pjanić       | 5       | 0          | 2            | 1       | 8        |
| 3         | 17        | CS        | CRO               | Mario Mandžukić      | 6       | 0          | 1            | 1       | 8        |
| 5         | 6         | KP        | GER               | Sami Khedira         | 5       | 0          | 0            | 0       | 5        |
| 6         | 3         | V         | ITA               | Giorgio Chiellini    | 2       | 1          | 0            | 1       | 4        |
| 6         | 19        | V         | ITA               | Leonardo Bonucci     | 3       | 0          | 0            | 1       | 4        |
| 8         | 7         | KP        | COL               | Juan Cuadrado        | 2       | 0          | 0            | 1       | 3        |
| 8         | 23        | V         | BRA               | Dani Alves           | 1       | 0          | 0            | 2       | 3        |
| 8         | 24        | V         | ITA               | Daniele Rugani       | 2       | 0          | 0            | 1       | 3        |
| 11        |           |           |                   |                      |         |            |              |         |          |
| 8         | KP        | ITA       | Claudio Marchisio | 1                    | 0       | 0          | 1            | 2       |          |
| 12        | V         | BRA       | Alex Sandro       | 2                    | 0       | 0          | 0            | 2       |          |
| 13        | 4         | V         | MAR               | Mehdi Benatija       | 1       | 0          | 0            | 0       | 1        |
| 13        | 11        | KP        | BRA               | Hernanes             | 1       | 0          | 0            | 0       | 1        |
| 13        | 20        | CS        | CRO               | Marko Pjaca          | 0       | 0          | 0            | 1       | 1        |
| 13        | 26        | V         | SUI               | Stephan Lichtsteiner | 1       | 0          | 0            | 0       | 1        |
| öngólok   | öngólok   | öngólok   | öngólok           | öngólok              | 4       | 0          | 0            | 0       | 4        |
| összesen: | összesen: | összesen: | összesen:         | összesen:            | 68      | 1          | 10           | 19      | 98       |